# Esserts-Blay
Esserts-Blay – miejscowość i gmina we Francji, w regionie Owernia-Rodan-Alpy, w departamencie Sabaudia.
Według danych na rok 1990 gminę zamieszkiwało 615 osób, a gęstość zaludnienia wynosiła 40 osób/km² (wśród 2880 gmin regionu Rodan-Alpy Esserts-Blay plasuje się na 1052. miejscu pod względem liczby ludności, natomiast pod względem powierzchni na miejscu 748.).
Przez gminę przepływa rzeka Isère. 